# 중앙로 (포천시)
중앙로(Jungang-ro)는 경기도 포천시 포천동 포천삼거리에서 시작하여, 포천시 신북면 신북대교삼거리까지 이어주는 도로이다.

## 주요 경유지
경기도
- 포천시 (포천동 . 신북면)

## 노선 경로
| 이름                  | 접속 노선              | 소재지 | 소재지 | 비고 |
| --------------------- | ---------------------- | ------ | ------ | ---- |
| 포천삼거리            | 국도 제43호선 (호국로) | 포천시 | 포천동 |      |
| 호병골입구 사거리     | 호병로                 | 포천시 | 포천동 |      |
| 신읍사거리            | 구절초로               | 포천시 | 포천동 |      |
| 구한내사거리          | 국도 제87호선 (포천로) | 포천시 | 포천동 |      |
| 포천중학교입구 교차로 | 중앙로197번길          | 포천시 | 포천동 |      |
| (구) 가채교           |                        | 포천시 | 포천동 |      |
|                       | 신북면                 | 포천시 |        |      |
| 시민회관입구 교차로   | 중앙로207번길          | 포천시 |        |      |
| 왕방초교 입구 삼거리  | 왕방로                 | 포천시 |        |      |
| 가채2리 교차로        |                        | 포천시 |        |      |
| 신북대교              |                        | 포천시 |        |      |
| 신북대교 삼거리       | 국도 제43호선 (호국로) | 포천시 |        |      |

## 주요 시설및 건물
- 기아자동차 포천지점 (중앙로 20/신읍동 394-16)
- 의정부지방법원 포천시법원 (중앙로 27/신읍동 376-4)
- CU 포천중앙로점 (중앙로 33/신읍동 376-15)
- S-OIL 이플러스주유소 (중앙로 52/신읍동 67-5)
- KB국민은행 포천지점 (중앙로 73/신읍동 72-1)
- 포천시청 (중앙로 87/신읍동 58-2)
- 농협 포천시청 출장소 (중앙로 87/신읍동 58-2)
- CU 포천시청점 (중앙로 95/신읍동 34-5)
- 농협 포천농협 신읍지점 (중앙로 104/신읍동 29-6)
- GS25 포천터미널점 (중앙로 117/신읍동 43-25)
- 새마을금고 포천새마을금고 본점 (중앙로 120/신읍동 43-15)
- KT 은성포천점 (중앙로 123/신읍동 43-12)
- 신협 포천신협 본점 (중앙로 132/신읍동 42-8)
- IBK기업은행 포천지점 (중앙로 139/신읍동 192-5)
- 투썸플레이스 포천중앙점 (중앙로 142/신읍동 197-8)
- 포천우체국 (중앙로 159/신읍동 202-12)
- GS더프레시 포천점 (중앙로 165/신읍동 202-1)
- 르노코리아자동차 지정정비코너 신읍점 (중앙로 235/가채리 797-4)
- SK에너지 동영주유소 (중앙로 241/가채리 793-7)
- E1 포천충전소 (중앙로 284/가채리 153-2)
- 세븐일레븐 포천가채리점 (중앙로 408/가채리 303-8)